# Bondurivka, Nemîriv
Bondurivka (în ucraineană Бондурівка) este localitatea de reședință a comunei Bondurivka din raionul Nemîriv, regiunea Vinnița, Ucraina.

## Demografie
Componența lingvistică a localității Bondurivka
     Ucraineană (98,17%)
     Alte limbi (1,82%)
Conform recensământului din 2001, majoritatea populației localității Bondurivka era vorbitoare de ucraineană (98,17%), existând în minoritate și vorbitori de alte limbi.